# Torneo WTA de Bucarest 2019
El BRD Bucarest Open 2019 fue un torneo profesional de tenis jugado en canchas de arcilla roja. Fue la quinta edición del torneo y formó parte del WTA Tour 2019. Se llevó a cabo en el Arenele BNR en Bucarest (Rumania), entre el 15 y el 21 de julio de 2019.

## Distribución de puntos
| Modalidad           | Campeona | Finalista | Semifinales | Cuartos de final | 2ª ronda | 1ª ronda | Clasificadas | 3ª ronda de clasificación | 2ª ronda de clasificación | 1ª ronda de clasificación |
| Individual femenino | 280      | 180       | 110         | 60               | 30       | 1        | 18           | 14                        | 10                        | 1                         |
| Dobles femenino     | 280      | 180       | 110         | 60               | -        | 1        | -            | -                         | -                         | -                         |

## Cabezas de serie

### Individuales femenino
| Tenista              | Ranking | Preclasificada |
| Anastasija Sevastova | 12      | 1              |
| Viktória Kužmová     | 47      | 2              |
| Veronika Kudermétova | 59      | 3              |
| Tamara Zidanšek      | 61      | 4              |
| Sorana Cîrstea       | 77      | 5              |
| Laura Siegemund      | 82      | 6              |
| Aliona Bolsova       | 92      | 7              |
| Kristýna Plíšková    | 94      | 8              |

- Ranking del 1 de julio de 2019.[2]

### Dobles femenino
| Tenista                                 | Ranking | Preclasificada |
| Irina-Camelia Begu Ioana Raluca Olaru   | 80      | 1              |
| Aleksandra Krunić Bethanie Mattek-Sands | 134     | 2              |
| Lara Arruabarrena Andreea Mitu          | 145     | 3              |
| Viktória Kužmová Kristýna Plíšková      | 191     | 4              |

## Campeonas

### Individual femenino
Yelena Rybakina venció a  Patricia Maria Țig por 6-2, 6-0

### Dobles femenino
Viktória Kužmová /  Kristýna Plíšková vencieron a  Jaqueline Cristian /  Elena-Gabriela Ruse por 6-4, 7-6(7-3)